# Plaza del Carbón
La plaza del Carbón es una plaza del centro histórico de la ciudad de Málaga, España. Está situada en la confluencia de las calles Granada, Sánchez Pastor y Calderería, aunque desde la remodelación urbanística de su entorno en 2005, forma un mismo espacio urbano con las vecinas plazas de Spínola y del Siglo. Durante esta remodelación se instalaron los característicos puntos de luz en el suelo hechos con cables de fibra de vidrio que forman pequeños destellos.
El nombre de la plaza parece estar relacionado con el de calle Calderería y con una carbonería que abastecía a los caldereros allí instalados. De sus edificios notables destaca el Liceo de Málaga